# Philippia hybrida
Philippia hybrida är en snäckart som först beskrevs av Carl von Linné 1758.  Philippia hybrida ingår i släktet Philippia och familjen Architectonicidae. Inga underarter finns listade i Catalogue of Life.